# Siedlungskolonie

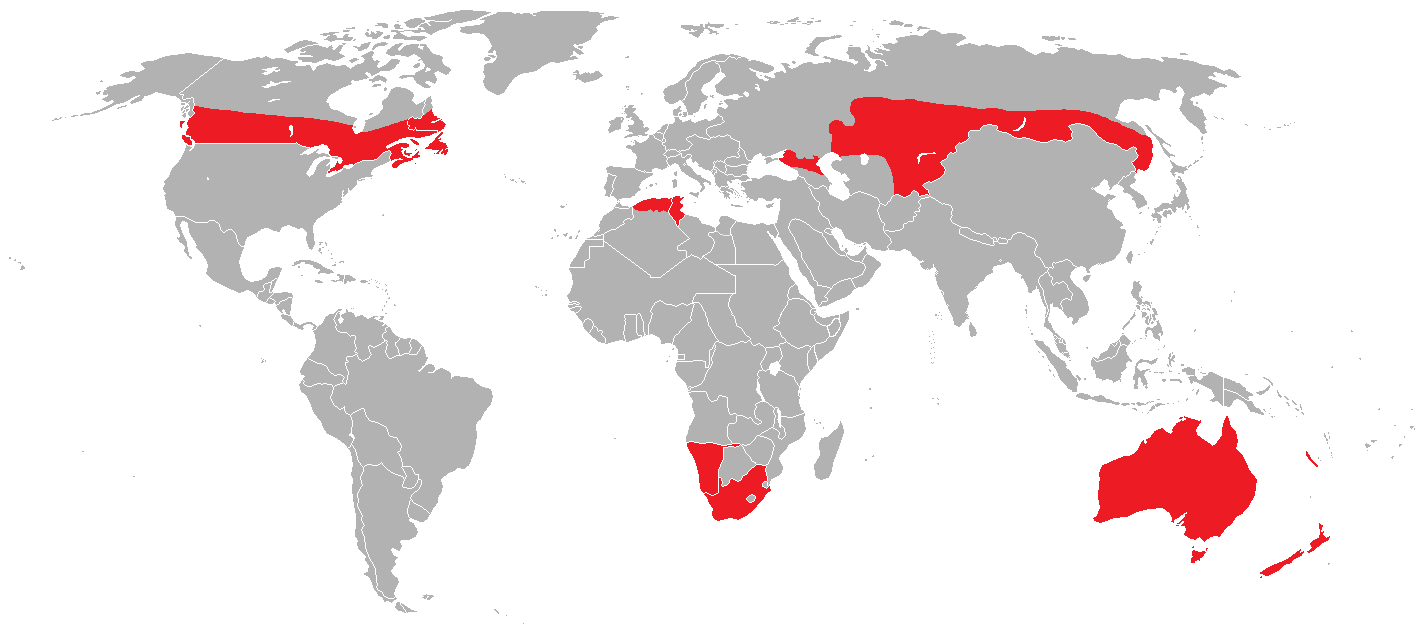
Siedlungskolonien für Europäer um 1914 (ohne unabhängige Einwanderungsländer in Übersee)

Eine Siedlungskolonie oder eine Siedlerkolonie ist ein Gebiet außerhalb des ursprünglichen Siedlungsraums einer Gesellschaft, in dem sich ein Ableger dieser Gesellschaft dauerhaft niedergelassen hat und die indigene Bevölkerung politisch beherrscht, ausbeutet oder verdrängt.

## Typus
Georges Balandier bestimmte die für den Siedlerkolonialismus grundlegende koloniale Situation die von einer „fremden, rassisch (oder ethnisch) und kulturell andersartigen Minderheit im Namen einer dogmatisch behaupteten rassischen (oder ethnischen) und kulturellen Überlegenheit einer materiell unterlegenen eingeborenen Mehrheit aufgezwungene Herrschaft.“ Man unterschied zunehmend zwischen Siedlungskolonien und übrigen Kolonien (zum Beispiel Beherrschungs- und Stützpunktkolonie). Die Typen werden aber heute nicht mehr als ausschließend betrachtet, sondern können sich aus einem Typ in einen anderen entwickeln.

## Geschichte

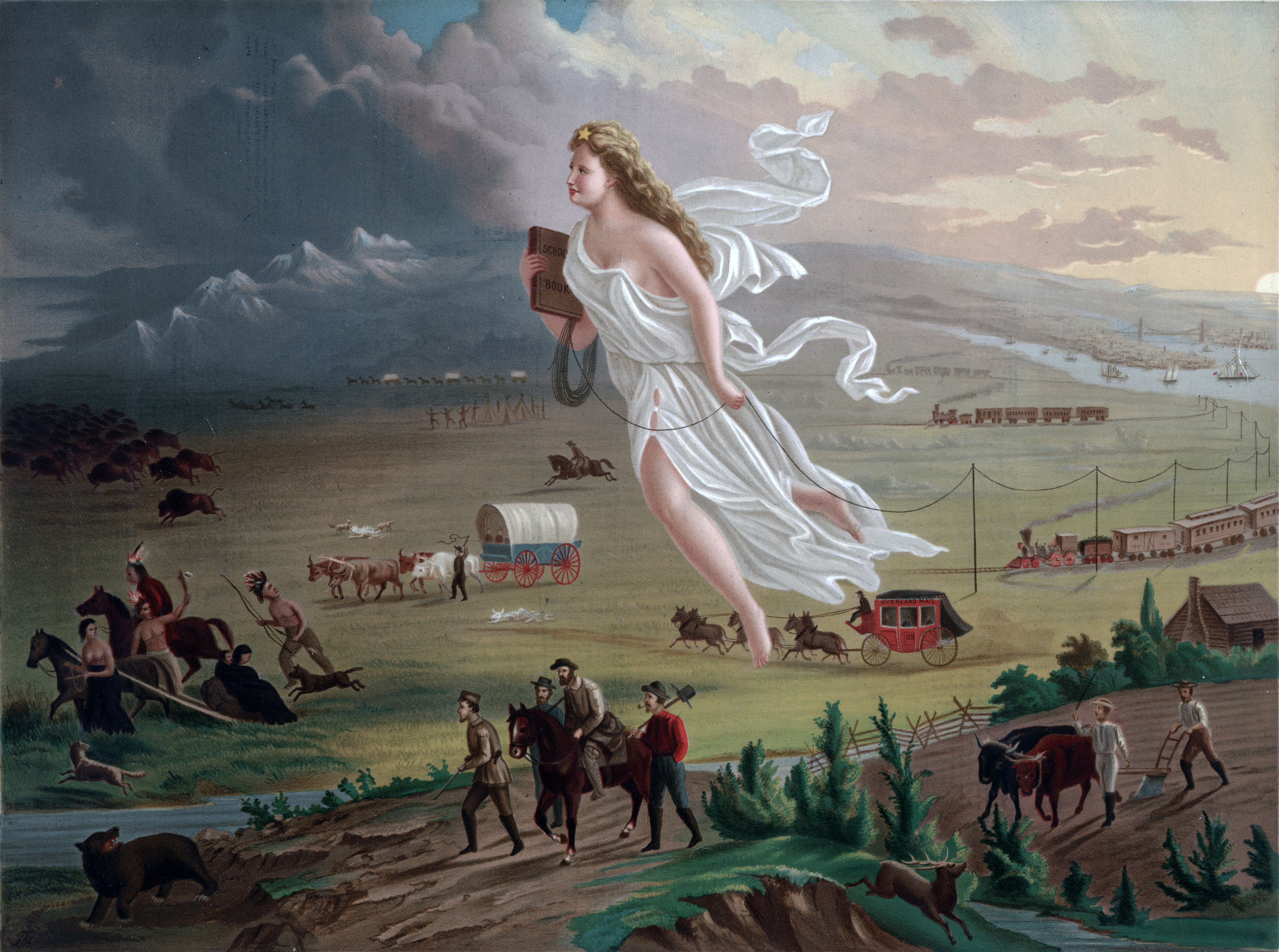
Manifest Destiny – Columbia, die Nationalallegorie der Vereinigten Staaten, auf ihrem Kopf das Licht „Stern des Imperiums“, führt die Siedler gen Westen, die Indianer und wilde Tiere vertreiben. Das Licht wurde mit Gott assoziiert, die Metapher diente zur Rechtfertigung des „göttlichen Auftrags“ der US-Amerikaner zum Expansionismus und Exzeptionalismus

Der Siedlerkolonialismus ist vor allem ein Phänomen der globalen europäischen Expansion in der Neuzeit. Wie stark die Vorbevölkerung dabei verdrängt wurde, hängt nicht zuletzt von der Dauer der Kolonialherrschaft und der anschließenden Einwandererstaaten (nicht zu verwechseln mit dem Begriff Einwanderungsland) ab. Verdrängung äußerte sich auch durch neue Siedlungsformen für die einheimische Bevölkerung. So wurden etwa in Afrika staatliche Umsiedlungs- und Konzentrationsmaßnahmen (villagization) zunächst vorrangig in Siedlerkolonien durchgeführt. Zahlreiche ehemalige Siedlungskolonien sind heutzutage Staaten mit mehrheitlich europäischstämmigem Staatsvolk außerhalb Europas wie die USA, Kanada, Hawaii, Neuseeland, Australien, Uruguay, Chile und Argentinien. In anderen wie Algerien blieb die Vorbevölkerung in der Mehrheit und ist heute Staatsvolk. Religiöse und ethnische Minderheiten wanderten ebenfalls in bestehende Siedlerkolonien aus und bildeten dort eine Diaspora wie die Juden, Armenier und Iraner in den Vereinigten Staaten, andere siedelten aufgrund Abkommen zur Sendung ausländischer Arbeitskräfte, wie die chinesischen Kulis oder Inder in Südafrika. 
Die übrigen Kolonien wurden aus machtpolitischen Gründen erworben. Ihre Wirtschaft wurde ohne wesentliche oder mit nur geringer Einwanderung nach den Interessen des Mutterlandes ausgerichtet. Im Unterschied zu Siedlungskolonien, die oft in gemäßigtem Klima der Nord- oder Südhalbkugel lagen, waren diese Kolonien oft tropisch bzw. äquatornah (z. B. Plantagenkolonien).
In einigen karibischen Ländern wurde die Vorbevölkerung zahlenmäßig weniger durch die Kolonisatoren selbst, als vielmehr durch die von ihnen aus Afrika importierten Sklaven verdrängt.
Die Entkolonisierung stellte eine existenzielle Bedrohung für die weißen Siedlerminderheiten dar, in Afrika kämpften nationale Befreiungsbewegungen in Guerillakriegen gegen die Kolonialmacht und ihre Siedler. Nach der Unabhängigkeit verließen die meisten europäischen Siedler und ihre Nachkommen die ehemaligen Kolonien, weil sie ihre privilegierte Stellung verloren und zum Teil die Vergeltung der nun herrschenden Mehrheitsbevölkerung fürchteten.

## Forschung
Das Paradigma des Siedlungskolonialismus ist seit 2010 u. a. mit der Fachzeitschrift Settler Colonial Studies »disziplinär und institutionell fest in der Wissenschaftslandschaft verankert«, schreiben Jürgen Mackert und Ilan Pappe.

## Beispiele
- Siedlungskolonien Deutschlands, abgesehen von der mittelalterlichen Ostkolonisation:
  - Deutsch-Südwestafrika, das heutige Namibia[6]

- Siedlungskolonien Frankreichs:
  - Québec, später britisch
  - Französisch-Nordafrika (besonders Nord-Algerien[2] und Tunesien) mit Franzosen, Italienern, Spaniern und Polen[7]
  - Neukaledonien[4]

- Siedlungskolonie Italiens:
  - Libyen[8]

- Siedlungskolonie der Niederlande:
  - Kapkolonie, später britisch

- Siedlungskolonien Großbritanniens:
  - Nordirland,[9] siehe auch Ulster Plantation
  - die späteren USA, zunächst v. a. die 13 Kolonien an der Ostküste (insbesondere Neuengland)[2][10]
  - Kanada
  - Australien
  - Neuseeland
  - Auch in einigen süd- und ostafrikanischen Kolonien – nicht aber in Westafrika – ließen sich ebenfalls britische Siedler nieder, stellten und stellen dort gegenüber der autochthonen afrikanischen Bevölkerung jedoch stets eine zwar vermögende und einflussreiche, aber zahlenmäßig sehr kleine Minderheit dar, so in Kenia und Rhodesien (heute Simbabwe). Einen Sonderfall stellt die Kapkolonie[2] bzw. ganz Südafrika dar, wo britische Siedler sich zwar in größerer Zahl niederließen, aber sowohl gegenüber den Afrikanern als auch gegenüber den niederländischstämmigen Siedlern, den Buren, immer in der Minderheit blieben.
  - Im Fall von (Süd-)Rhodesien widersetzte sich die Siedlerminderheit der bevorstehenden Entkolonisierung und sagte sich 1965 von der britischen Kolonialmacht los. Sie gründeten eine auf weißer Minderheitsherrschaft beruhende Republik, die ohne internationale Anerkennung bis 1979 bestand.[4]

- Siedlungskolonien Portugals:
  - Brasilien
  - Angola
  - Mosambik[4]

- Siedlungskolonien Spaniens:
  - Kanarische Inseln mit Spaniern
  - Argentinien mit Spaniern
  - Chile mit Spaniern, später auch anderen Europäern
  - Uruguay

- Siedlungskolonien Russlands:
  - europäisches Gebiet zwischen Wolga und Ural
  - Bessarabien mit Deutschen
  - Krim und Nachbargebiete
  - Südukraine
  - Kasachstan
  - Süden Sibiriens entlang der Transsibirischen Eisenbahn

- Siedlungskolonien der USA:
  - Liberia, für freigelassene Sklaven
  - New Mexico und Texas mit US-Amerikanern
  - Hawaii mit US-Amerikanern

- Siedlungskolonien Marokkos:
  - Westsahara[11]

- Siedlungskolonien von China:
  - Xinjiang
  - Tibet

Gegen Ende ihrer Herrschaft versuchten die Qing, Xinjiang, Tibet und andere Teile des kaiserlichen Grenzgebiets zu kolonisieren. Um dieses Ziel zu erreichen, begannen sie eine Politik des Siedlerkolonialismus, bei der Han-Chinesen an die Grenze umgesiedelt wurden. Diese Politik wurde von der Volksrepublik China unter der Führung der Kommunistischen Partei Chinas erneuert.

## Kontroverse um Siedlerkolonialismus im Nahostkonflikt
Die zionistische Besiedelung Palästinas und der Staat Israel werden von manchen Forschern als siedlerkoloniales Projekt betrachtet, darunter Patrick Wolfe, Edward Said, Rashid Khalidi, Maxime Rodinson, Ibrahim Abu-Lughod, Gershon Shafir, Ilan Pappe, Nadera Shalhoub-Kevorkian, Jeff Halper und Petra Wild. Andere Historiker halten diese Sicht für nicht haltbar, darunter Benny Morris, Moshe Zimmermann, Simon Sebag Montefiore, Michael Brenner und Tim Stosberg.